# Euterpiodes
Euterpiodes is een geslacht van vlinders van de familie Uilen (Noctuidae), uit de onderfamilie Amphipyrinae.

## Soorten
- E. blepta Tams, 1930
- E. croceisticta Hampson, 1916
- E. pictimargo Hampson, 1916
- E. pienaari (Distant, 1898)